# Claudio Ermogeniano Cesario
Claudio Ermogeniano Cesario (in latino:  Claudius o Clodius Hermogenianus Caesarius; fl. 374) è stato un politico romano di età imperiale.
Fu proconsole d'Africa, poi praefectus urbi di Roma nel 374. In quell'anno vi fu uno straripamento del Tevere che allagò diversi quartieri di pianura; Claudio è lodato da Ammiano Marcellino per la sua gestione dell'emergenza, in particolare per la distribuzione dei viveri; lo stesso storico ricorda la sua gestione dell'ordine pubblico e i numerosi restauri di edifici pubblici, in particolare della grandiosa porticus di Bonus Eventus (Porticus Eventus Boni), che si trovava nei pressi delle terme di Agrippa.
Claudio, pagano, appartenente al collegio dei quindecemviri sacris faciundis; il 19 luglio 374 partecipò a un taurobolio.
Le sue parentele non sono note, ma è probabile che fosse imparentato con Quinto Clodio Ermogeniano Olibrio.